# Roltrap naar de maan
Roltrap naar de maan is een album uit 1985 van de Nederlandstalige popgroep Klein Orkest. Het album is gericht op kinderen. Het won in 1986 een Edison. Enkele nummers werden ook uitgevoerd in het kinderprogramma Sesamstraat. Het album stond zeven weken op plaats 47 in de albumlijst.

## Tracks
| Nr. | Titel                   | Duur |
| --- | ----------------------- | ---- |
| 1.  | De leugenaar            | 2.40 |
| 2.  | De step                 | 2.18 |
| 3.  | Dag spin                | 3.26 |
| 4.  | Leuk is raar            | 2.47 |
| 5.  | Alleen en in z'n eentje | 1.34 |
| 6.  | De kinderverslinder     | 2.45 |
| 7.  | Leve het nijlpaard      | 2.48 |
| 8.  | De ballade van de dood  | 4.22 |
| 9.  | Ze ziet me niet         | 3.37 |
| 10. | Buikpijn                | 2.04 |
| 11. | De dromedaris           | 3.33 |
| 12. | Roltrap naar de maan    | 5.01 |

De titels De leugenaar, Roltrap naar de maan, en Leve het nijlpaard kwamen ook uit als single.

## Musici
- Harrie Jekkers (zang, gitaar)
- Léon Smit (toetsen, achtergrondzang)
- Niek Nieuwenhuijssen (drums, achtergrondzang)
- Chris Prins (basgitaar)

## Wetenswaardigheden
- De hoes is getekend door Annette Fienig, een tekenares die met tekstschrijver Koos Meinderts is getrouwd.
- Op de achterkant van de L.P. zijn er jeugdfoto's van de bandleden te zien.
- In de theatervoorstelling Twee maal drie kwartier van Harrie Jekkers, Léon Smit en Chris Prins uit 1988 bracht het trio de liedjes Alleen en in z'n eentje en De ballade van de dood ten gehore. De tekst van het lied Alleen en in z'n eentje week wel een beetje van de studioversie af; er werd een kort couplet aan het einde toegevoegd met de tekst: Daar loopt-ie alleen naar huis in z'n eentje / Zijn lichaam nog kleiner dan zijn tas / Daar loopt-ie alleen te dromen in z'n eentje / De jongen die ik was.
- In de voorstelling Het verhaal achter de liedjes van Harrie Jekkers en Koos Meinderts, bracht Jekkers het liedje De leugenaar ten gehore.
- Klein Orkest had een nummer getiteld Stappen met dezelfde melodie als die van Ze ziet me niet, maar met een afwijkende melodie bij het refrein. Van het nummer Stappen is nooit een studioversie opgenomen, maar is alleen live gespeeld. Een opname hiervan staat op de cd die bij de bundel Achter de duinen van Harrie Jekkers en Koos Meinderts hoort. Stappen had volgens Harrie Jekkers de selectie voor de albums Het leed versierd en Later is al lang begonnen net niet gehaald.